# Leopoldkanaal
El Leopoldkanaal (en dialecte local, el Blienker) és un canal de Bèlgica per al desguàs dels pòlders, que comença a Boekhoute i desemboca al mar del Nord al port de Zeebrugge.

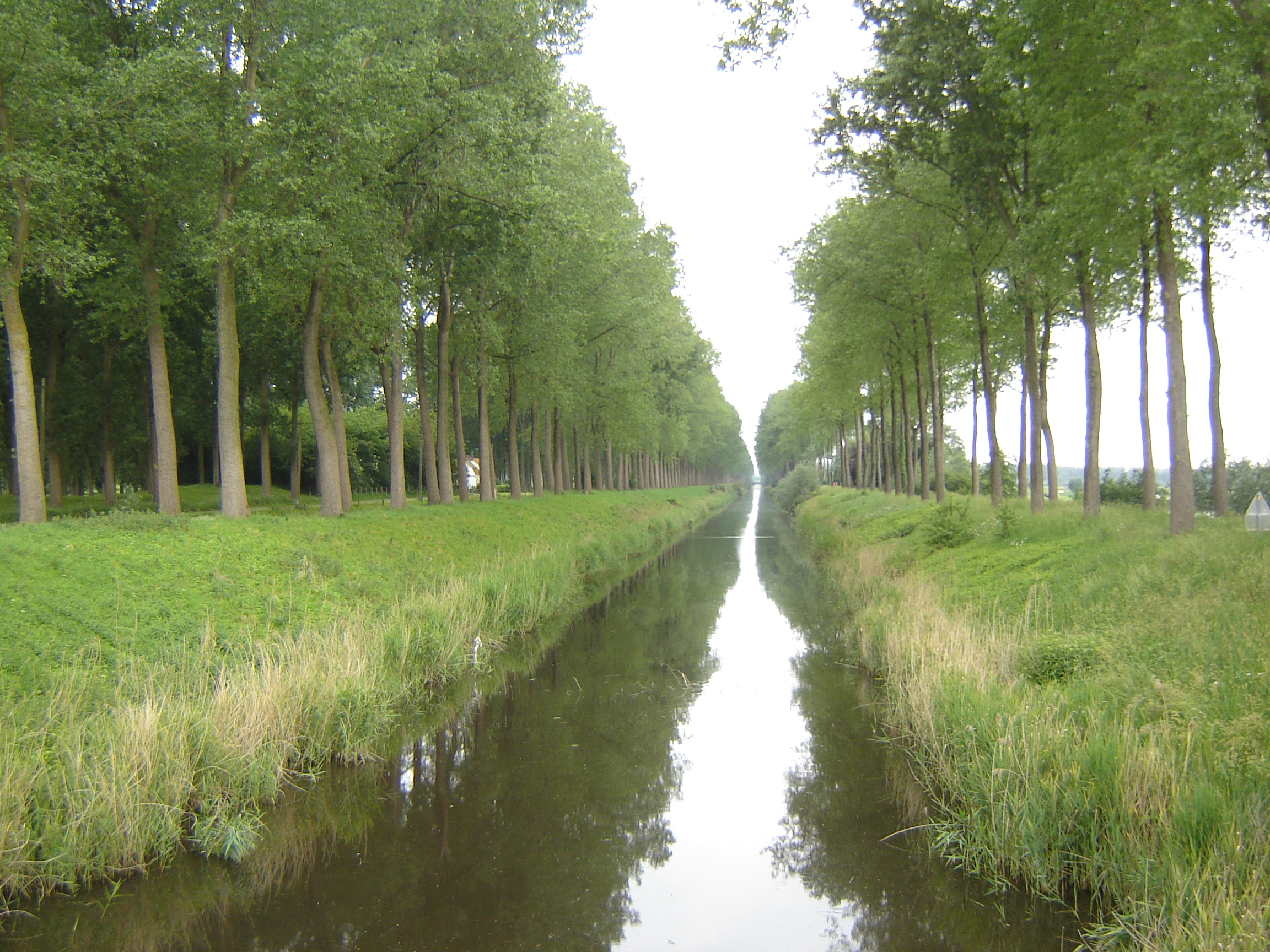
El Leopoldkanaal a Sint-Jan-in-Eremo

El canal va construir-se a la segona meitat del segle xix. Després de la independència de Bèlgica el 1830, els neerlandesos van tancar el canal Gant-Terneuzen i els canals de drenatge dels pòlders de les províncies Flandes oriental i occidental. Per aquesta intervenció bèl·lica, els pòlders van esdevenir molt humits i va haver-hi unes epidèmies de malària. Aleshores, es va decidir d'excavar un canal desguàs. A l'inici, es pensava d'utilitzar-lo també com una via navegable alternativa en connectar el canal Gant-Terneuzen a Zelzate amb el mar del Nord, però l'últim tram entre Boekhoute i Zelzate mai es va fer. El 1920, les relacions amb els Països Baixos havien millorat i aleshores es va construir l'Isabellakanaal, que connecta el Leopoldkanaal amb el Braakman, un antic braç de l'Escalda.
Va tenir una importància estratègica durant la Segona Guerra Mundial, a l'octubre de 1944, quan els canadencs i els britànics havien de lluitar contra els alemanys, que volien mantenir el control del riu Escalda. El pont Lievebrug, centre de l'operació militar era un Pont Bailey, probablement un dels darrers ponts d'aquest tipus d'aquesta època encara en servei.
El canal passa pels municipis d'Assenede, Sint-Laureins, Maldegem, Damme i Brugge, sobre 46 km. El tram d'uns 20 km des del nucli Strobrugge a Maldegem corre paral·lelament al Schipdonkkanaal fins a la desembocadura al mar del Nord, a Zeebrugge. Només un dic separa els dos canals. A Oostkerke rep les aigües del Zuidervaartje, i a Dudzele les del Ronselarebeek.
El nom local del canal, Blienker, significa «el brillant», per raó de les seves aigües clares en contrast amb les del canal bessó Schipdonkkanaal, antigament molt contaminades per la indústria, que es diu Stienker, «el pudent». Després de la depuració del Leie, la diferència de qualitat de les aigües és molt menor que abans, però els dos noms van romandre.

## Funcionament del desguàs dels pòlders
El canal assegura el drenatge d'aproximadament 40.000 hectàrees de pòlders, de les quals aproximadament la meitat desguassa al tram occidental (avall de la resclosa de Sint-Laureins). Hi ha una descàrrega de gravetat al mar del Nord que funciona quan el nivell del mar és inferior al dels cursos d'aigua del pòlder (generalment entre 1 a 2 m sota el TAW, el nivell mitjà del mar belga). Tan bon punt l'aigua del mar puja a marea alta es tanquen les comportes de la resclosa de desguàs al port de Zeebrugge. Així, els pòlders només poden vuidar-se al mar durant algunes poques hores al dia. Aquests períodes de descàrrega s'escurçen quan el vent de ponent empeny el mar terra endins i que no es poden obrir les comportes. A resclosa tancada, els rius i canals dels pòlders han d'emmagatzemar l'aigua excedentària, per això d'hivern per anticipar possibles períodes d'inundació es manté el nivell el més baix que possible als pòlders. A causa de la capacitat limitada de descàrrega per gravetat del Leopoldkanaal, el 2013/2014 es va construir una estació de bombament d'emergència que quan cal pot transferir l'aigua a l'Schipdonkkanaal.

## Afluents
- Ronselarebeek
- Zuidervaartje